# 克拉克斯代爾 (伊利諾伊州)
克拉克斯代爾（英語：Clarksdale）是位於美國伊利諾伊州克里斯蒂安縣的一個非建制地區。該地的面積和人口皆未知。

## 地理
克拉克斯代爾的座標為39°29′22″N 89°22′04″W / 39.48944°N 89.36778°W，而該地的平均海拔高度為197米（即651英尺）。